# Diego Collado Raya
Diego Collado Raya (Granada, 9 de enero de 2001) es un futbolista español que juega como centrocampista en la Cultural y Deportiva Leonesa de la Segunda División de España.

## Trayectoria
Nacido en Granada, es un centrocampista formado en las categorías inferiores de la Escuela de Fútbol Base del Granada 74 y en el C. D. Ciudad de Granada F.F., con quien fue campeón de Andalucía en categoría benjamín en la temporada 2011-12. En verano de 2013, con apenas 12 años ingresó en la cantera del Villarreal Club de Fútbol para jugar en categoría infantil. Tras ir quemando etapas en el conjunto castellonense, en las temporadas 2017-18 y 2018-19, formaría parte de los juveniles del CD Roda y Villarreal Club de Fútbol con el que logró conquistar el título de Liga en el grupo VII de División de Honor y además levantó la Copa del Rey por primera vez en la historia de la entidad vila-relense.
En la temporada 2019-20, forma parte de la plantilla del Villarreal C. F. "C" de la Tercera División de España y debutaría con el Villarreal C. F. "B" en la Segunda División B de España, con el que juega 21 encuentros en los que anota cuatro goles.
En la temporada 2020-21, con el Villarreal C. F. "B" de la Segunda División B de España, disputa 9 encuentros en los que anota dos goles.
El 22 de agosto de 2019, renueva su contrato con el Villarreal C. F. "B" hasta junio de 2023.
El 11 de junio de 2022, el Villarreal  C. F. "B" lograría el ascenso a la Segunda División de España, tras vencer en la final de la eliminatoria por el ascenso al Club Gimnàstic de Tarragona por dos goles a cero en el Estadio de Balaídos. Durante la temporada 2021-22, participaría en 34 partidos de liga en los que anota un total de cuatro goles.

## Selección nacional
El 13 de febrero de 2018, debuta con la selección de fútbol sub-17 de España en un encuentro amistoso frente a Escocia.

## Estadísticas

### Clubes
Actualizado al último partido disputado el 2 de noviembre de 2023.
| Club                          | Div.          | Temporada     | Liga  | Liga  | Copas nacionales | Copas nacionales | Copas internacionales | Copas internacionales | Total | Total |
| Club                          | Div.          | Temporada     | Part. | Goles | Part.            | Goles            | Part.                 | Goles                 | Part. | Goles |
| ----------------------------- | ------------- | ------------- | ----- | ----- | ---------------- | ---------------- | --------------------- | --------------------- | ----- | ----- |
| C. D. Roda · España           | 3.ª           | 2017-18       | 4     | 0     | —                | —                | —                     | —                     | 4     | 0     |
| C. D. Roda · España           | Total club    | Total club    | 4     | 0     | 0                | 0                | 0                     | 0                     | 4     | 0     |
| Villarreal C. F. "C" · España | 3.ª           | 2018-19       | 1     | 0     | —                | —                | —                     | —                     | 1     | 0     |
| Villarreal C. F. "C" · España | 3.ª           | 2019-20       | 2     | 3     | —                | —                | —                     | —                     | 2     | 3     |
| Villarreal C. F. "C" · España | Total club    | Total club    | 3     | 3     | 0                | 0                | 0                     | 0                     | 3     | 3     |
| Villarreal C. F. "B" · España | 2.ª B         | 2019-20       | 21    | 4     | —                | —                | —                     | —                     | 21    | 4     |
| Villarreal C. F. "B" · España | 2.ª B         | 2020-21       | 9     | 2     | —                | —                | —                     | —                     | 9     | 2     |
| Villarreal C. F. "B" · España | 1.ª F         | 2021-22       | 34    | 4     | —                | —                | —                     | —                     | 34    | 4     |
| Villarreal C. F. "B" · España | 2.ª           | 2022-23       | 34    | 5     | —                | —                | —                     | —                     | 34    | 5     |
| Villarreal C. F. "B" · España | 2.ª           | 2023-24       | 7     | 0     | —                | —                | —                     | —                     | 7     | 0     |
| Villarreal C. F. "B" · España | Total club    | Total club    | 105   | 15    | 0                | 0                | 0                     | 0                     | 105   | 15    |
| Villarreal C. F. · España     | 1.ª           | 2022-23       | 2     | 0     | 1                | 1                | 0                     | 0                     | 3     | 1     |
| Villarreal C. F. · España     | 1.ª           | 2023-24       | 0     | 0     | 1                | 0                | 0                     | 0                     | 1     | 0     |
| Villarreal C. F. · España     | Total club    | Total club    | 2     | 0     | 2                | 1                | 0                     | 0                     | 4     | 1     |
| Total carrera                 | Total carrera | Total carrera | 114   | 18    | 2                | 1                | 0                     | 0                     | 116   | 19    |